# Cá nóc vằn vện
Cá nóc vằn vện, còn gọi là cá nóc bạc vằn vện hay cá đầu thỏ vằn vện, tên khoa học là Lagocephalus suezensis, là một loài cá biển thuộc chi Lagocephalus trong họ Cá nóc. Loài này được mô tả lần đầu tiên vào năm 1953.

## Từ nguyên
Từ định danh suezensis được đặt theo tên gọi của vịnh Suez, nơi mà mẫu định danh của loài cá này được thu thập (hậu tố –ensis trong tiếng Latinh có nghĩa là "đến từ").

## Phạm vi phân bố và môi trường sống
Từ Biển Đỏ, cá nóc vằn vện đã tiến vào Địa Trung Hải thông qua kênh đào Suez và hình thành một quần thể ổn định ở khu vực này. Cá nóc vằn vện đã mở rộng phạm vi về phía bắc đến phía nam biển Aegea (ngoài khơi Thổ Nhĩ Kỳ) và xa hơn ở phía tây đến bờ biển Libya.
Cá nóc vằn vện chưa được ghi nhận ở Đông Phi hay Nam Á, nhưng chúng xuất hiện phổ biến ở khu vực Đông Nam Á, ngược lên phía bắc đến vùng biển phía nam Nhật Bản, xa về phía nam đến bờ bắc Úc.
Cá nóc vằn vện có thể được tìm thấy ở độ sâu đến 100 m.

## Mô tả
Chiều dài cơ thể lớn nhất được ghi nhận ở cá nóc vằn vện là 18 cm. Cá nóc vằn vện khá giống với cá nóc đầu thỏ chấm tròn, nhưng nhìn chung thì cá nóc vằn vện có kích thước nhỏ hơn cá đầu thỏ.
Cá nóc vằn vện có một nếp gấp da nổi lên dọc theo bề dưới của cuống đuôi; các đốm ở lưng của cá nóc vằn vện có nhiều kích thước khác nhau với màu nâu xám, trái ngược với các đốm đen có kích thước bằng nhau trên lưng của cá nóc đầu thỏ.